# 린든 차일스

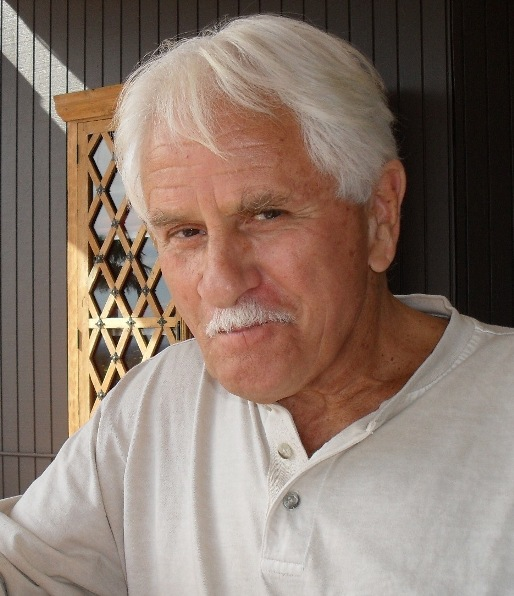

린든 차일스(Truman Linden Chiles, 1933년 3월 22일 ~ 2013년 5월 15일)는 미국의 배우이다.
세인트루이스에서 태어났으며 토팽가에서 사망하였다.

## 출연 작품
- 도망자2016 (2014년) - 밥 역
- 아름다운 비행 (1996년)
- 초보 형사 JJ (1994년)
- 아모레! (1993, Amore!)
- 금지된 춤 (1990년)
- 굿바이 베트남 (1988년)
- 할아버지는 멋쟁이 (1986년)
- 금지된 세계 (1982년)
- 비상 착륙 (1981년)
- 샌프란시스코의 이혼녀 (1979년)
- 카운터포인트 (1968년)
- 생츄어리 (1961년) - 랜디 역
- 와일드 인 더 컨트리 (1961년)

### 텔레비전
- 페리 메이슨 (1961-65)
- FBI (1966-72)
- 인베이더 - 시리즈 (1967)
- 아이언사이드 (1968-69)
- 샌프란시스코 수사반 (1973-77)
- 명탐정 바나비 존즈 (1974-80)
- 형사 Q (1977-81)